# San Cristóbal de la Polantera
San Cristóbal de la Polantera ist ein nordspanischer Ort und eine Gemeinde (municipio) mit 625 Einwohnern (Stand: 2024) im Süden der Provinz León in der Autonomen Gemeinschaft Kastilien-León. Neben dem Hauptort San Cristóbal de la Polantera gehören die Ortschaften Matilla de la Vega, Posadilla de la Vega, San Román el Antiguo, Seisón de la Vega, Veguellina de Fondo, Villagarcía de la Vega und Villamediana de la Vega zur Gemeinde.

## Lage und Klima
San Cristóbal de la Polantera liegt etwa 40 Kilometer südwestlich von León in einer Höhe von etwa 795 m. Der Río Órbigo begrenzt die Gemeinde im Osten. Das Klima ist gemäßigt bis warm; Regen (ca. 597 mm/Jahr) fällt überwiegend im Winterhalbjahr.

## Bevölkerungsentwicklung
| Jahr      | 1970 | 1981 | 1991 | 2001 | 2011 | 2021 |
| Einwohner | 2241 | 1508 | 1304 | 1040 | 829  | 659  |

## Wirtschaft
An erster Stelle im Wirtschaftsleben der Gemeinde steht traditionell die ursprünglich zur Selbstversorgung betriebene Landwirtschaft. Auf den Feldern wurden Weizen, Gerste, Wein etc. kultiviert; die Hausgärten lieferten Gemüse und Kartoffeln. 

## Sehenswürdigkeiten
- Jakobuskirche in San Cristóbal de la Polantera

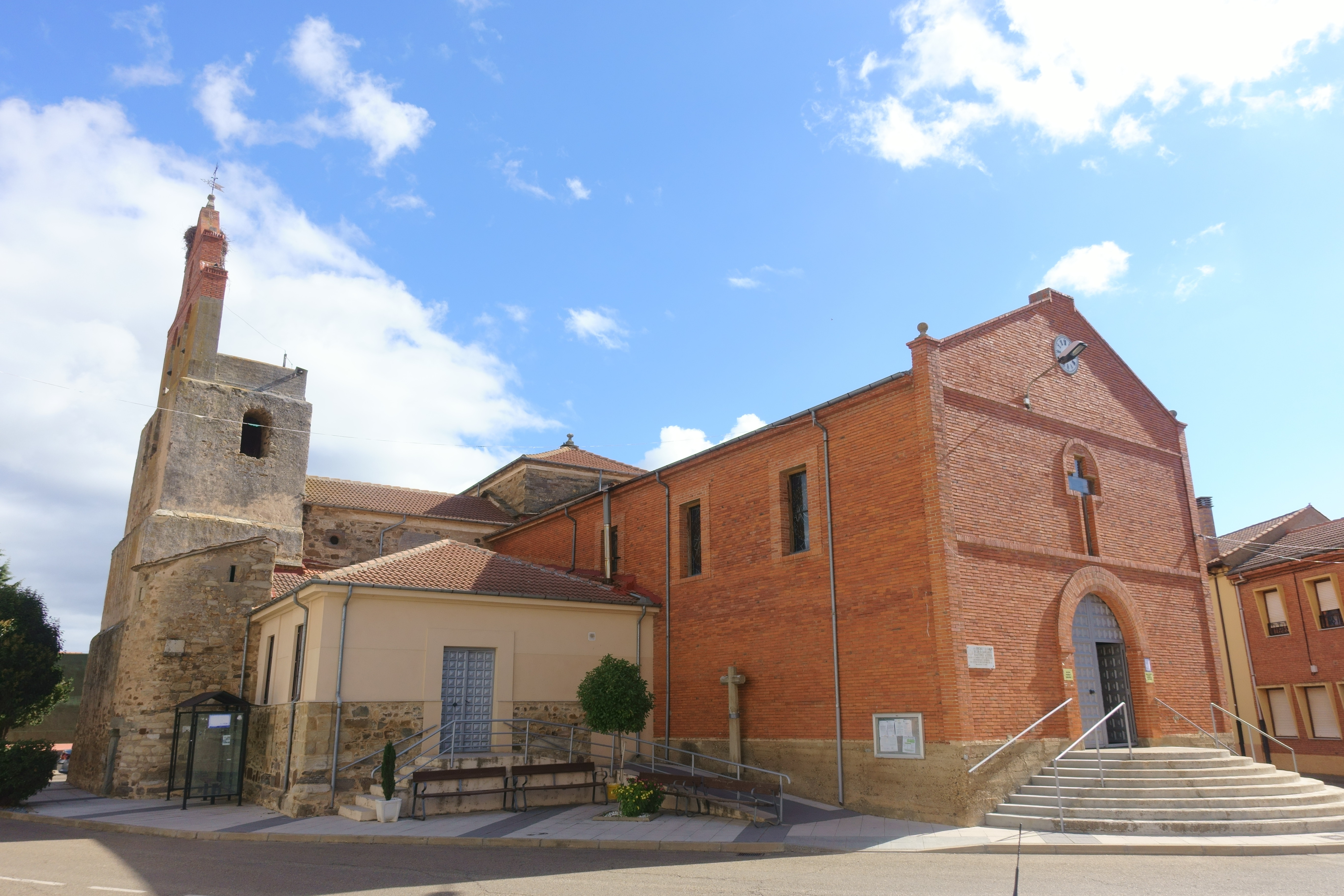
Jakobuskirche
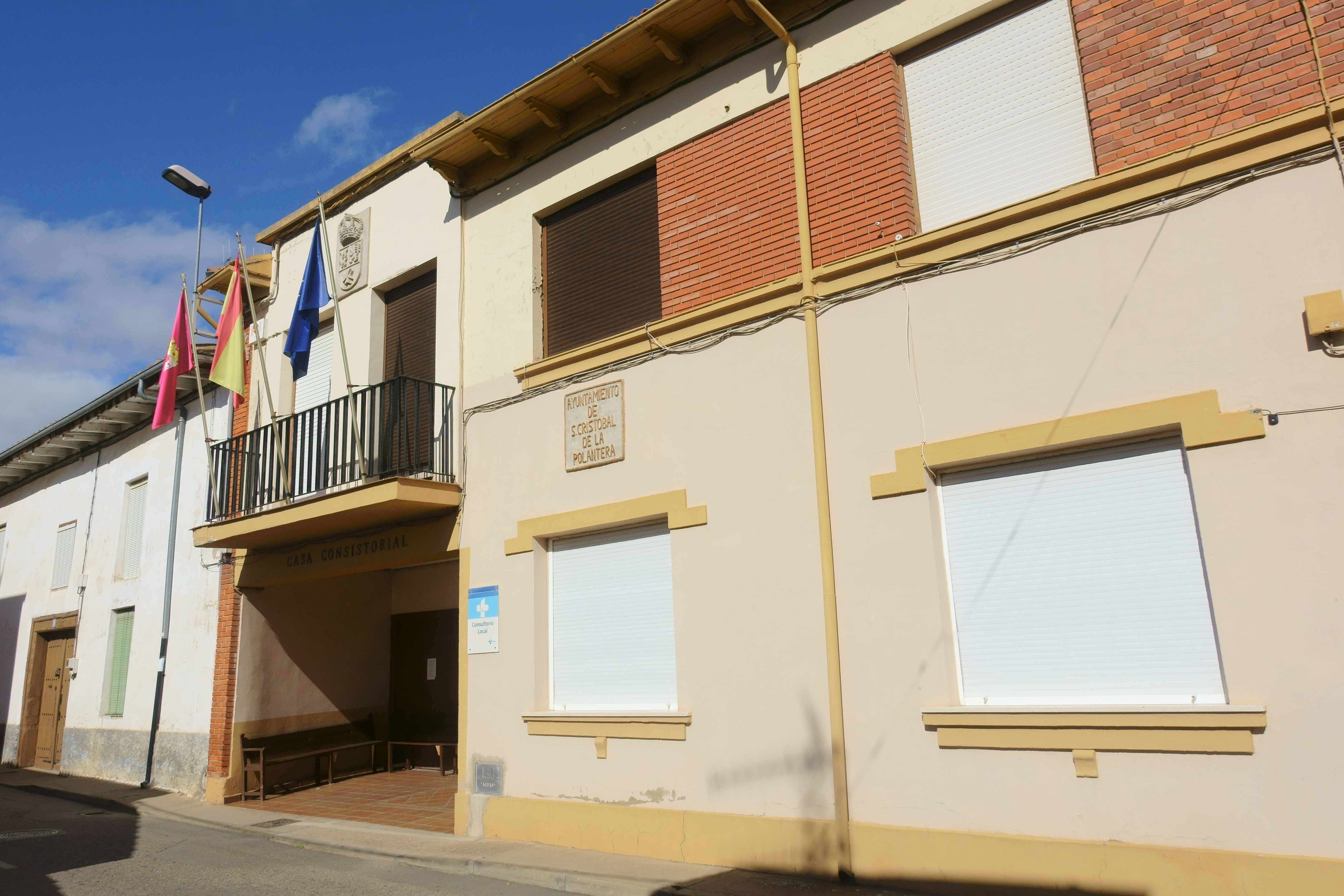
Rathaus

## Persönlichkeiten
- Santiago Martínez Acebes (1926–2006), römisch-katholischer Geistlicher, Erzbischof von Burgos 1992–2002